# Уезды Вьетнама

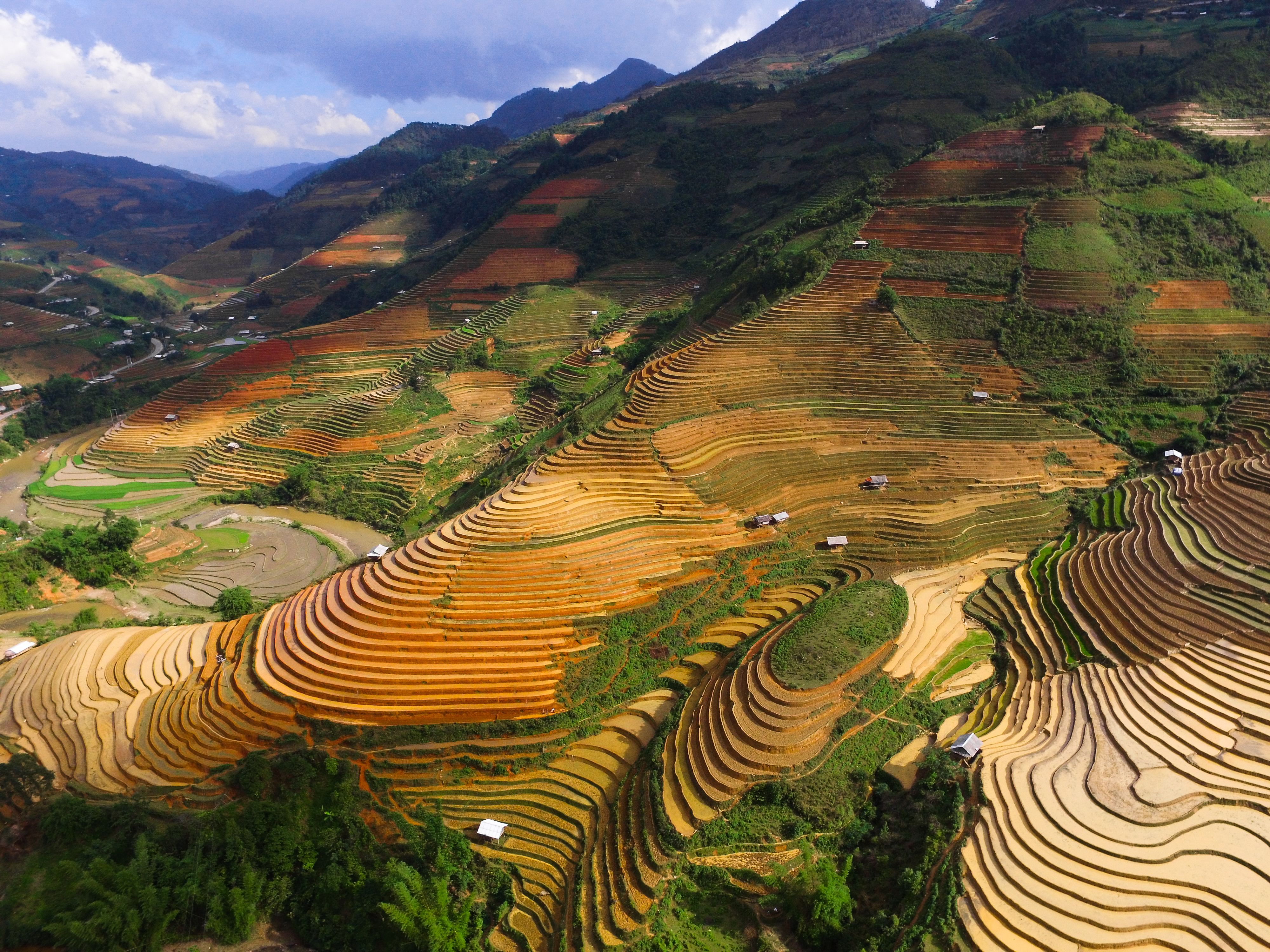
Террасные поля в уезде Мукангтяй, провинция Йенбай

Уезды Вьетнама (вьет. huyện; тьы-ном: 縣; [hwîˀən]) — один из нескольких типов административных единиц второго уровня Вьетнама, наряду с городами провинциального подчинения и административными единицами первого и второго порядков. На уезды делятся провинции и города центрального подчинения. Уезды, в свою очередь, делятся на общины и уездные города.

## История
Уезды существовали с XV века. До 1945 года уезд также назывался округом, и ранее являлся «субпрефектурой» — составной частью префектур (вьет. phủ), на которые ранее были разделены провинции. Административная реформа Минь-манга в 1832 году существенно не повлияла на положение уездов, но сконцентрировала управление на уровне выше, в руках губернатора провинции. Положение местных префектов и руководителей уездов осталось без изменений.

## Административное деление
Уезд обычно делится на несколько общин и может иметь один или несколько уездных городов, или не иметь их вовсе. Некоторые островные уезды не делятся на общины и города из-за небольшого размера или малой численности населения, и руководство уезда напрямую управляет всеми аспектами жизни уезда. В настоящее время 4 уезда не разделены на более мелкие единицы:  Батьлонгви (Хайфон), Конко (Куангчи), Лишон (Куангнгай) и Кондао (Бариа-Вунгтау).
Общины и города, в свою очередь, делятся на мелкие неформальные административные единицы: поселки, деревни, кварталы, соседства и т. п.

## Статистика
По состоянию на 1 января 2021 г. во Вьетнаме насчитывалось 705 административных единиц уездного уровня, в том числе 528 уездов (включая 11 островных уездов).
- Уезд с наибольшей площадью: Тыонгзыонг (Нгеан) — 2 811,92 км².
- Уезд с наименьшей площадью (не считая островных): Тханьчи (Ханой) — 63,17 км².
- Островной уезд с наибольшей площадью: Вандон (Куангнинь) — 551,3 км².
- Островной уезд с наименьшей площадью: Конко (Куангчи) — 2,2 км².
- Уезд с наибольшим населением: Биньтянь (Хошимин) — 682 070 человек.
- Уезд с наименьшим населением (не считая островных): Иахзрай (Контум) — 13 000 человек.
- Островной уезд с наибольшим населением: Вандон (Куангнинь) — 52 940 человек.
- Островной уезд с наименьшим населением: Хоангша (Дананг) — 0 человек.
- Уезд с самой высокой плотностью населения (не считая островных): Тханьчи (Ханой) — 4 343 чел/км².
- Уезд с самой низкой плотностью населения (не считая островных): Иахзрай Контум ) — 13 чел/км².
- Островной уезд с самой высокой плотностью населения: Лишон ( Куангнгай ) — 1822 чел/км².
- Островной уезд с самой низкой плотностью населения: Хоангша (Дананг) — 0 чел/км².
- Уезд с наибольшим количеством городов: Биньсюен (Виньфук ) — 5.
- Уезд с наибольшим количеством общин: Йентхань (Нгеан) — 38.
- Уезд с наименьшим количеством общин (не считая островных): Иахзрай  (Контум) — 3.
- Островной уезд с наибольшим количеством общин: Вандон (Куангнинь) — 11.
- Островные уезды с наименьшим количеством общин (не считая уездов, не имеющих деления на общины): Кото (Куангнинь) и Чыонгша (Кханьхоа) — по 2.